# TV3 (Lituania)
TV3 (en lituano: TV3 Lietuva) es un canal de televisión privado de Lituania perteneciente a All Media Lietuva.

## Historia
El canal inició emisiones como TELE-3 el 11 de abril de 1993. 
En 1996 la empresa se declaró en quiebra. Sin embargo, Modern Times Group (MTG) salvó al canal y saldó todas las deudas. 
El 8 de junio de 1997, TELE-3 pasó a llamarse TV3. 
En 2011, la Comisión de Ética de Periodistas y Editores de Lituania clasificó a TV3 como un medio de comunicación no ético debido a violaciones del código ético en seis programas emitidos por el canal durante el año.
En 2017, MTG vendió todos sus canales de televisión y estaciones de radio a Providence Equity Partners.
TV3 emite en HD desde el 26 de julio de 2018, al igual que el resto de canales pertenecientes a All Media Baltics. 

## Programación
La programación de TV3 incluye programas, series, películas y deportes:
- TV3 Žinios: telediario.
- Lietuvos talentai: versión lituana de Got Talent.
- X Faktorius: versión lituana de Factor X.
- Krepšinio namai.
- Tobula Kopija.
- Moterys Meluoja Geriau
- Juegos Olímpicos.
- EuroBasket.
- Copa Mundial de Baloncesto.

## Canales hermanos
TV3 pertenece a All Media Lietuva, quien también posee los siguientes canales:
| Logo | Canal          | Información                                                                    |
| ---- | -------------- | ------------------------------------------------------------------------------ |
|      | 3 Plus         | Canal con programación en ruso. Inició emisiones el 1 de junio de 2022.        |
|      | TV6            | Canal dirigido al público masculino. Inició emisiones el 31 de marzo del 2002. |
|      | TV8            | Canal dirigido al público femenino. Inició emisiones el 3 de octubre de 2011.  |
|      | Go3 Sport 1    | Canal deportivo. Inició emisiones el 7 de enero de 2009.                       |
|      | Go3 Sport 2    | Canal deportivo. Inició emisiones en octubre de 2018.                          |
|      | Go3 Sport 3    | Canal deportivo. Inició emisiones en agosto de 2023.                           |
|      | Go3 Sport Open | Canal deportivo. Inició emisiones en enero de 2021.                            |
|      | Go3 Films      | Canal dedicado al cine. Inició emisiones el 1 de diciembre de 2019.            |

## Imagen corporativa

2002 - 2009
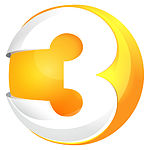
2013 – 2019
Desde 2019